# Riku Heini
Riku Heini (Lahti, 9 de dezembro de 1990)  é um futebolista finlandês que já atuou no FC Kuusysi, FC Reipas, City Stars, e no FC Lahti.